# 1276 dans les croisades
- Mamelouks :     Az-Zâhir Rukn ad-Dîn Baybars al-Bunduqdari

Cette page regroupe les évènements concernant les Croisades qui sont survenus en 1276 :
- 18 juin : mort de Jacques d'Ibelin, ancien comte de Jaffa[1].
- octobre : Découragé par les menées de Guillaume de Beaujeu, partisan de Charles d'Anjou, Hugues III quitte le royaume de Jérusalem pour Chypre[2].